# Psilozona bancrofti
Psilozona bancrofti är en tvåvingeart som beskrevs av Paramonov 1966. Psilozona bancrofti ingår i släktet Psilozona och familjen rovflugor. Inga underarter finns listade i Catalogue of Life.